# Final Stab
Final Stab è un film del 2001 diretto da David DeCoteau. Il film è considerato il sequel non ufficiale della trilogia creata e diretta da Wes Craven, Scream. In Inghilterra questa pellicola è nota anche come Final Scream o con l'appellativo illegale di Scream 4.

## Trama
Un gruppo di amici del college si ritrova a passare un week end di divertimento in una proprietà isolata. In una sorta di gioco ogni ragazzo ha un proprio ruolo, ma quando il sangue comincia a scorrere veramente e le persone cominciano a sparire, tutti si rendono conto che l'unico modo per non essere preda del misterioso killer è quello di rimanere in vita per ultimi.